# You Need a Mess of Help to Stand Alone
«You Need a Mess of Help to Stand Alone» es una canción escrita por Brian Wilson y Jack Rieley para la banda de rock estadounidense The Beach Boys. Es la canción apertura de su álbum Carl and the Passions - "So Tough" de 1972. Fue editado en sencillo con "Cuddle Up" como lado B, pero no entró en listas ni en Estados Unidos ni en Reino Unido, pero si llegó al puesto n.º 29 en Países Bajos.